# جیمی آنجل
جیمز «جیمی» کرافورد آنجل (انگلیسی: James "Jimmie" Crawford Angel؛ ۱ اوت ۱۸۹۹ – ۸ دسامبر ۱۹۵۶) هوانورد اهل ایالات متحده آمریکا بود که آبشار آنجل در ونزوئلا، بلندترین آبشار جهان، به نام او نامگذاری شده است.